# Husarö Scoutgård
Husarö Scoutgård ligger på Husarö i mellersta delen av Stockholms skärgård.
Gården ägs av Stiftelsen Husarö Scoutgård och dess styrelse väljs av tre scoutdistrikt; Roslagen, Södertörn och Birka. På gården anordnas regelbundet konfirmationsläger.

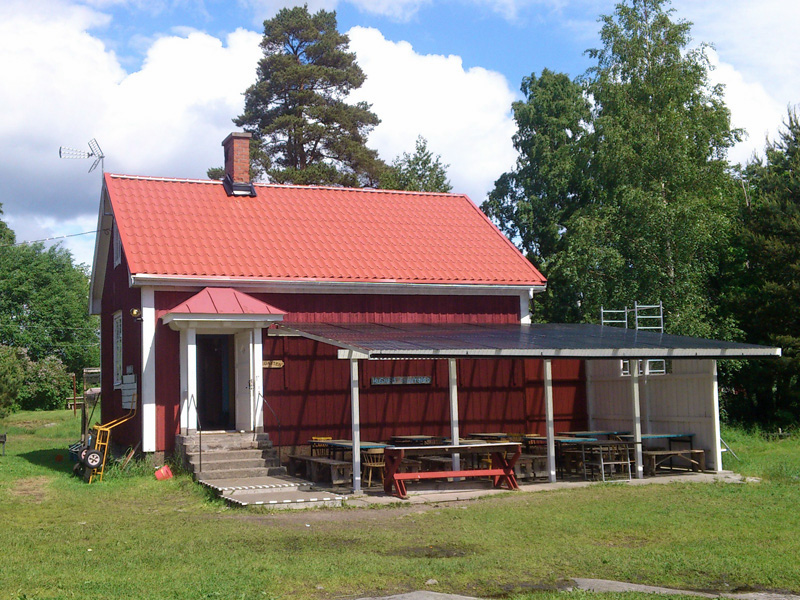
Husarö scoutgård